# Cortaderia jubata
Cortaderia jubata är en gräsart som först beskrevs av Lem., och fick sitt nu gällande namn av Otto Stapf. Cortaderia jubata ingår i släktet Cortaderia, och familjen gräs. Inga underarter finns listade i Catalogue of Life.

## Bildgalleri

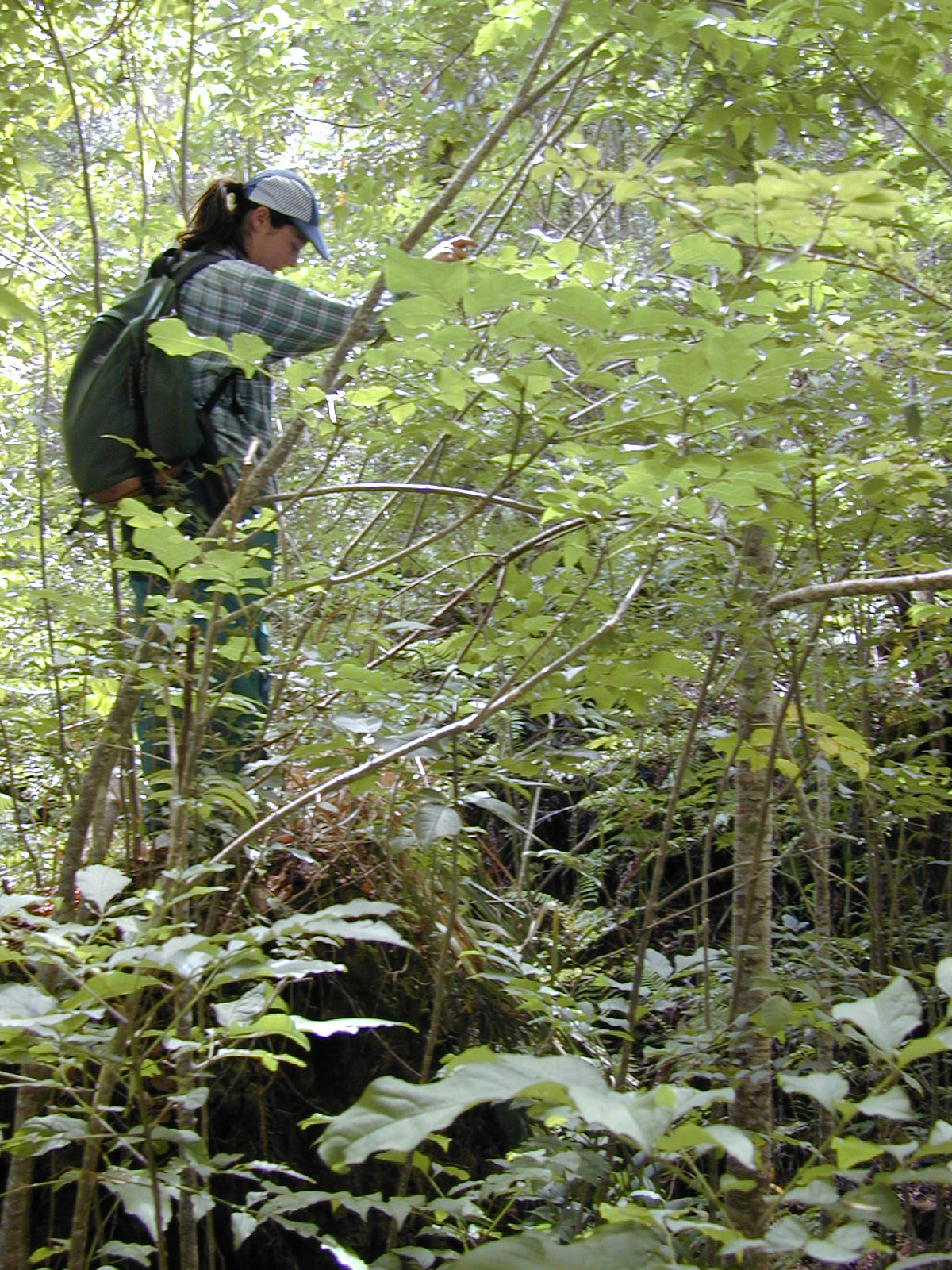
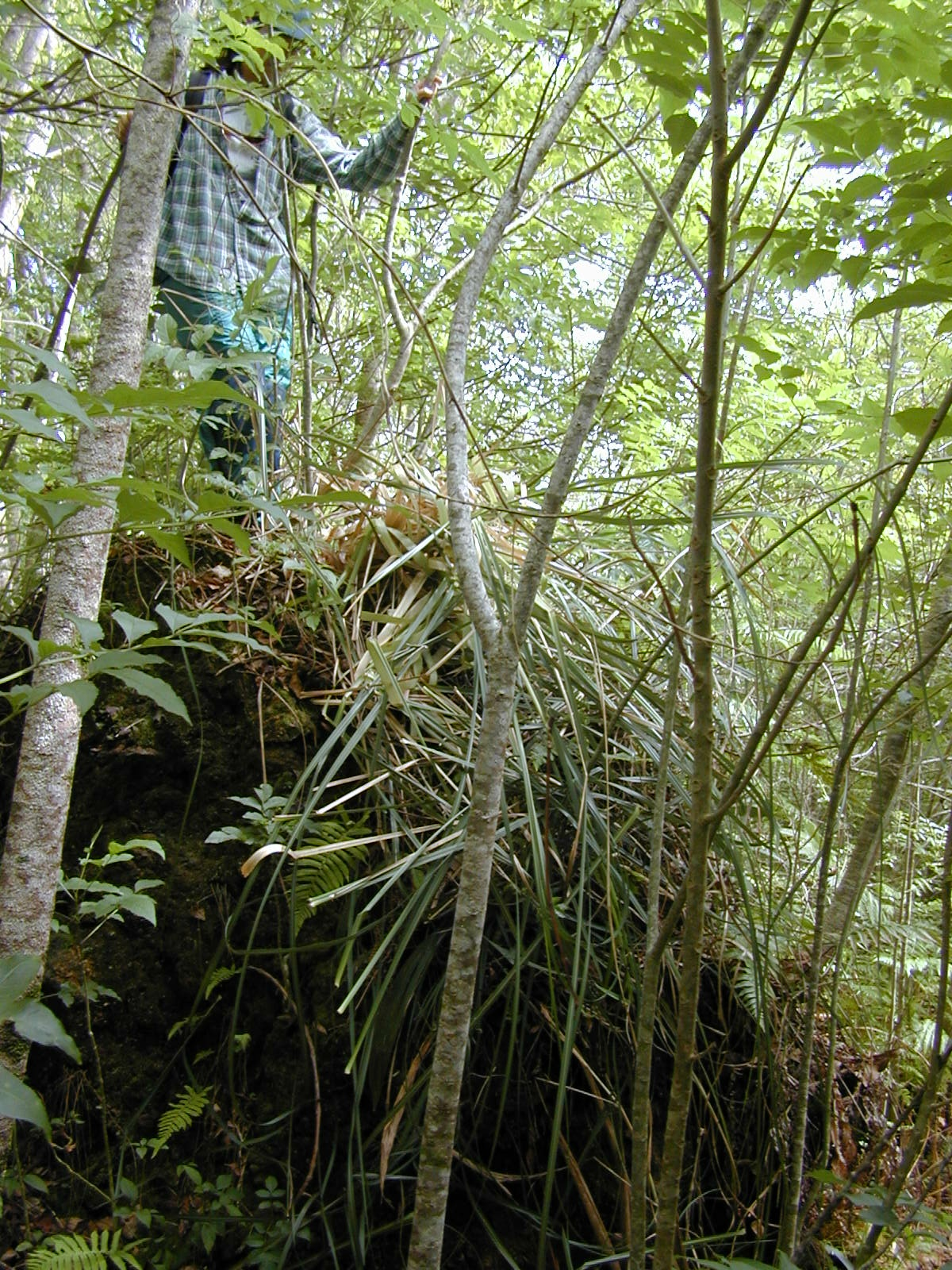
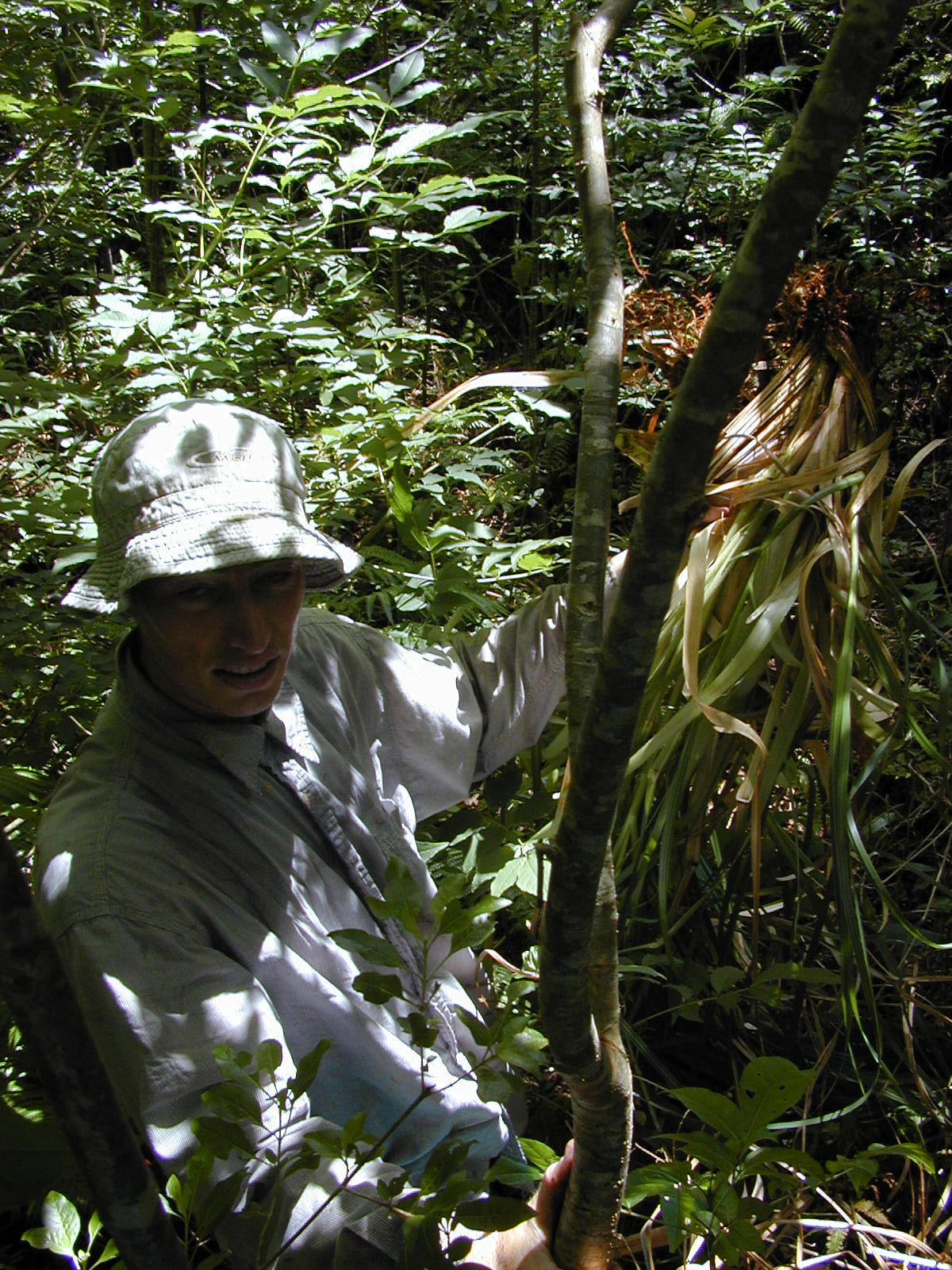
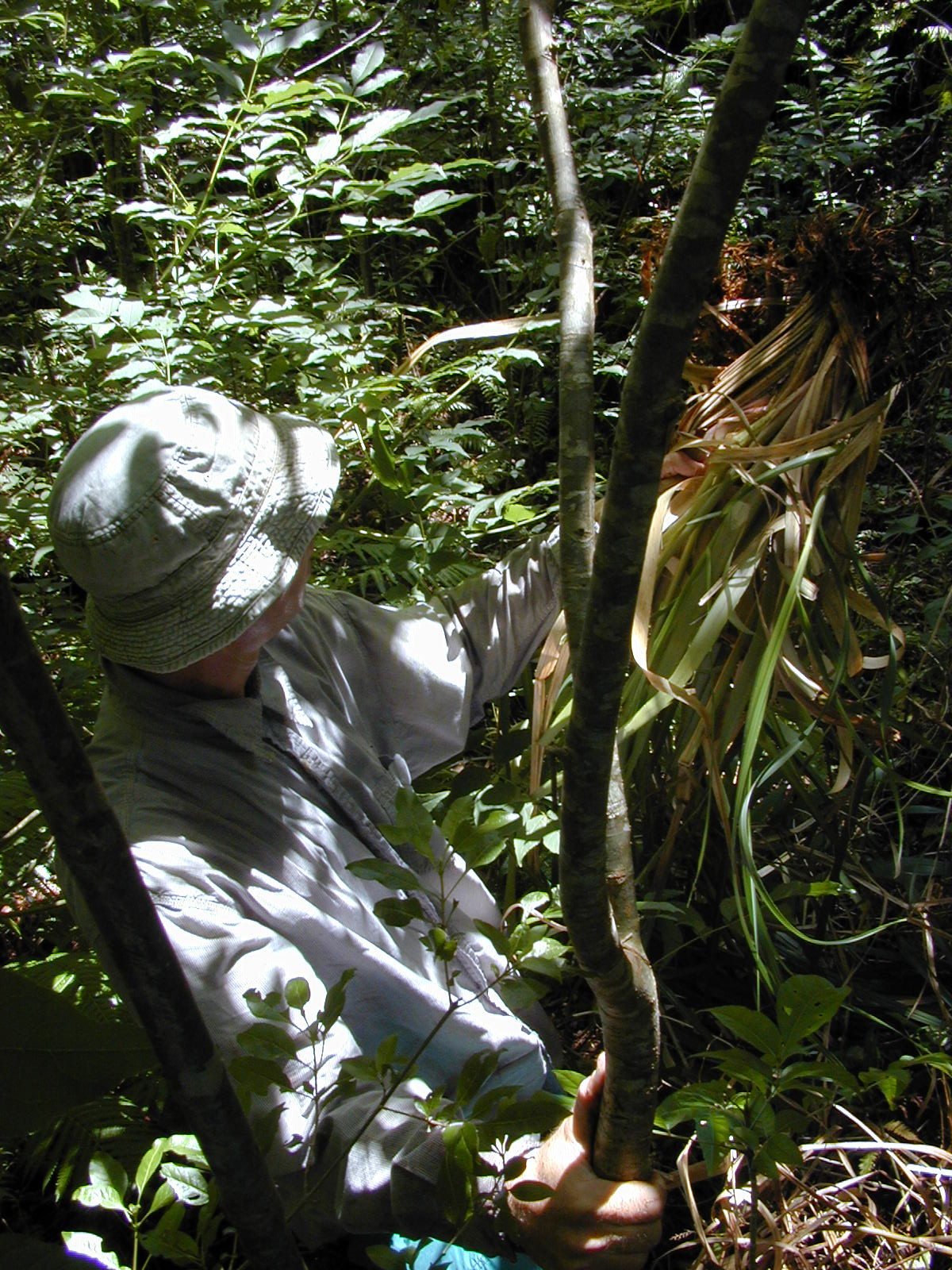